# Ramon Revilla
Ramon Revilla, pseudonimo di José Acuña Bautista (Imus, 8 marzo 1927 – Imus, 26 giugno 2020), è stato un attore e politico filippino.

## Biografia
Comunemente chiamato Ramón Revilla o Ramón Revilla senior - per distinguerlo dal figlio Bong Revilla - fu membro del Senato delle Filippine dal 1992 al 2004. Prima di entrare nello scenario politico del paese, guadagnò popolarità come attore cinematografico, recitando come protagonista in più di un centinaio di pellicole e producendone alcune, in una carriera che durò circa quarant'anni.
In riferimento al genere di molti suoi film, divenne noto nel cinema filippino come il "Re degli amuleti" (in filippino Hari ng Agimat).